# Sunflower Cobalt
Le Sunflower Cobalt (さんふらわあ こばると, Sanfurawā Kobaruto) est un ferry ayant appartenu à la compagnie japonaise Ferry Sunflower. Construit par les chantiers Mitsubishi Heavy Industries de Shimonoseki de 1997 à 1998 pour la compagnie Kansai Kisen, il entre en service en avril 1998 sur les liaisons reliant le Kansai aux îles de Shikoku et de Kyūshū. Transféré en 2009 au sein de l'entité Ferry Sunflower à la suite de la fusion de Kansai Kisen et de Diamond Ferry, il entre Ōsaka et Beppu jusqu'à son remplacement en avril 2023 par le nouveau Sunflower Murasaki. Vendu à la compagnie DLU Ferry, il a quitté le Japon pour l'Indonésie au mois de juin.

## Historique

### Origines et construction
À la fin des années 1990, la compagnie Kansai Kisen, exploitant à cette époque les liaisons maritimes entre le Kansai, Shikoku et Kyūshū conjointement avec la compagnie Blue Highway Line sous la bannière Sunflower, décide du remplacement des jumeaux Sunflower et Sunflower 2. Employés entre Kobe, Ōsaka, Matsuyama et Beppu, ces navires sont en service depuis 1972 et leur conception ancienne ne correspond plus à la tendance du trafic sur cet axe. Pour leur succéder, il est ainsi prévu de renouveler l'outil naval avec une nouvelle paire de car-ferries présentant des caractéristiques plus adaptées à cette nouvelle donne avec notamment la prévalence de la capacité de roulage sur la capacité passagère, là où la conception de leurs prédécesseurs avaient été centrée sur le transport des passagers. Pour ce faire, la surface du garage va être drastiquement augmentée et couvrir un total de deux ponts entiers s'élevant sur la hauteur de quatre étages afin de permettre le transport des remorques sur deux niveaux au lieu d'un seul sur les navires de l'ancienne paire. La capacité de roulage sera toutefois limitée à une centaine de remorques en raison de dimensions relativement restreintes de l'ordre de 153 mètres de long, soit une trentaine de mètres de moins que les car-ferries de l'ancienne génération. Le luxe et la variété des aménagements seront aussi drastiquement réduits par rapport aux précédents navires au profit de locaux plus fonctionnels mais conservant toutefois un certain confort, notamment en ce qui concerne les cabines.
Confiée, à l'instar de celle de son jumeau, aux chantiers Mitsubishi Heavy Industries de Shimonoseki, la construction du second navire, baptisé Sunflower Cobalt, commence le 11 juin 1997. À la suite de son lancement le 12 décembre, il est par la suite achevé au cours des trois mois suivants et livré à Kansai Kisen le 30 mars 1998.

### Service
Le Sunflower Cobalt est mis en service le 8 avril 1998 sur les liaisons reliant Kobe et Ōsaka à Matsuyama et Beppu. Il rejoint sur cet axe son sister-ship le Sunflower Ivory, inauguré quelques mois plus tôt en décembre 1997 et remplace l'historique Sunflower, premier navire ayant arboré l'emblématique marque au tournesol.
Le 9 juillet 2007, alors que le navire vient de quitter le port de Matsuyama en direction de Beppu, une collision avec un petit pétrolier survient au niveau de l'île de Gogoshima, occasionnant des dégâts au niveau avant bâbord du Sunflower Cobalt qui nécessiteront son immobilisation durant une semaine.
Au cours de l'année 2009 débute une procédure de fusion des trois compagnies exploitant la marque Sunflower sur les lignes de Kyūshū. Ce plan prévoit notamment le transfert des activités au sein d'une entité unique qui est établie en octobre 2009. Ainsi, le Sunflower Cobalt et son jumeau sont transférés au sein de Ferry Sunflower. Ce changement s'accompagne également par le retrait des couleurs de Kansai Kisen sur les cheminées au profit de celles de la nouvelle entité. Dans le cadre de cette fusion également, le nombre d'escale sur l'île de Shikoku va être réduit de moitié à partir de 2010 avant que la ligne ne soit définitivement fermée à partir du 30 avril 2011. Les deux navires sont alors exclusivement dévolus à la liaison Ōsaka - Beppu à compter de cette date.

## Aménagements
Le Sunflower Cobalt possède 8 ponts. Si le navire s'étend en réalité sur 10 ponts, deux d'entre sont inexistants au niveau des garages afin de lui permettre de transporter du fret. Les locaux passagers occupent les ponts A et B tandis que l'équipage loge à l'avant du pont supérieur. Les garages se situent sur les ponts C et D.

### Locaux communs
Les aménagements du Sunflower Cobalt sont situées sur le pont B et se composent essentiellement d'un restaurant-buffet au milieu du navire. À proximité se trouvent également une boutique, des salles de jeux, un coin équipé de distributeurs automatiques ainsi qu'un sentō offrant une vue sur la mer.

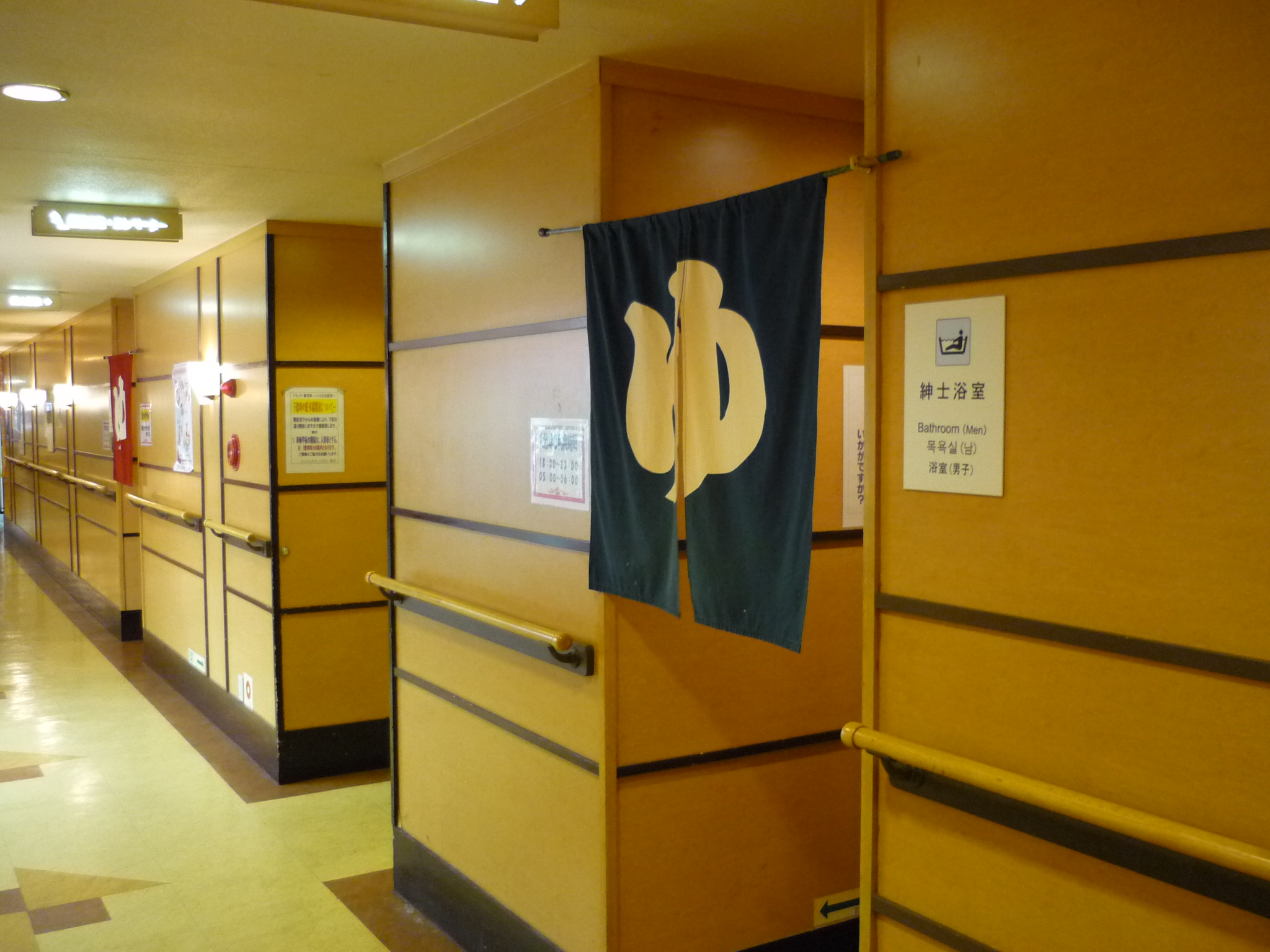
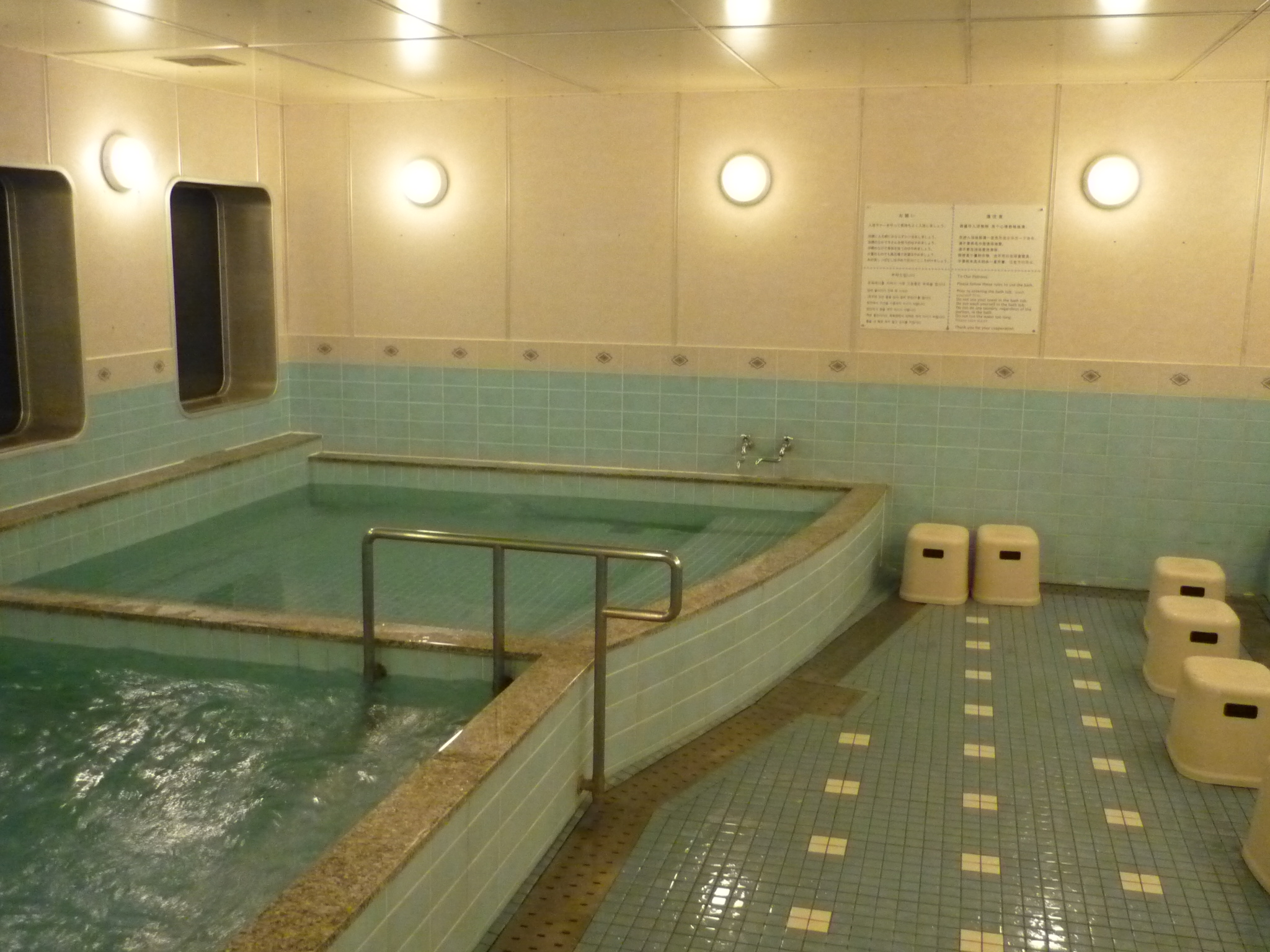
Sentō sur le pont B

### Cabines
À bord du Sunflower Cobalt, les cabines sont situées à l'avant des ponts A et B. Le navire propose des cabines Deluxe d'une capacité de une à deux personnes et équipées de sanitaires, des cabines First à quatre places, Standard pouvant accueillir une à deux passagers et enfin des dortoirs Tourist à quatre, huit ou douze places.

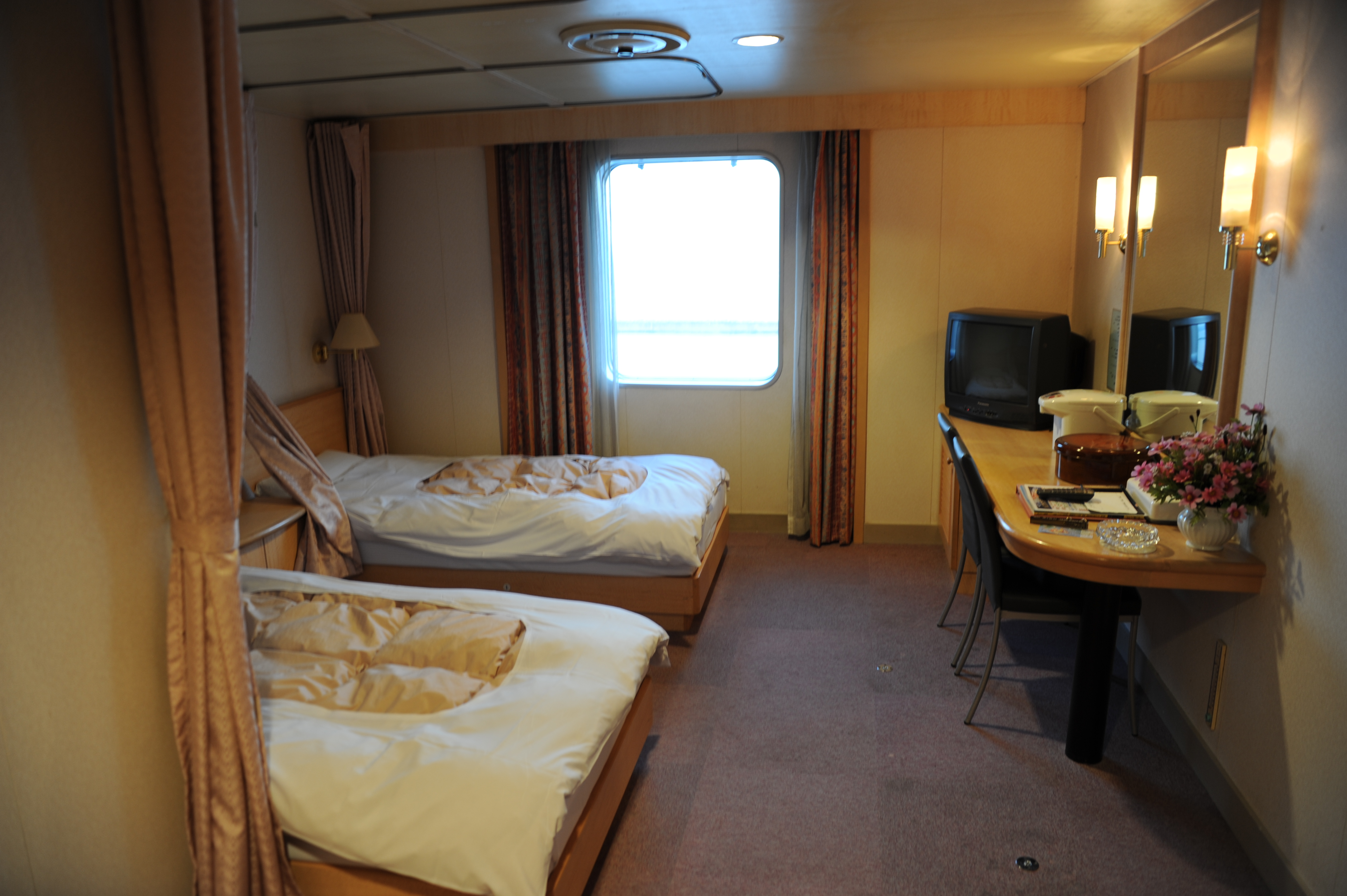
Cabine Deluxe à deux lits
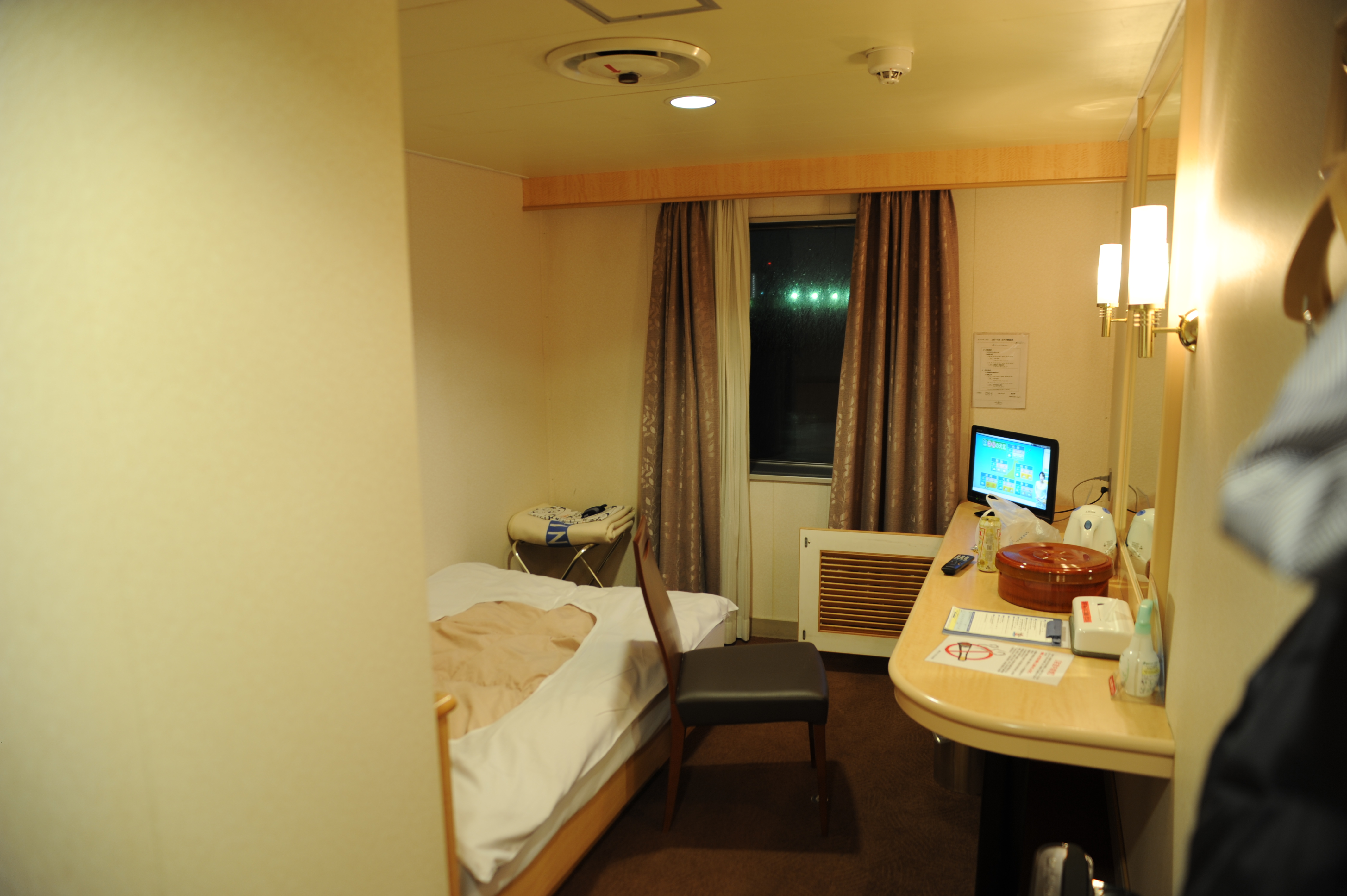
Cabine Deluxe individuelle
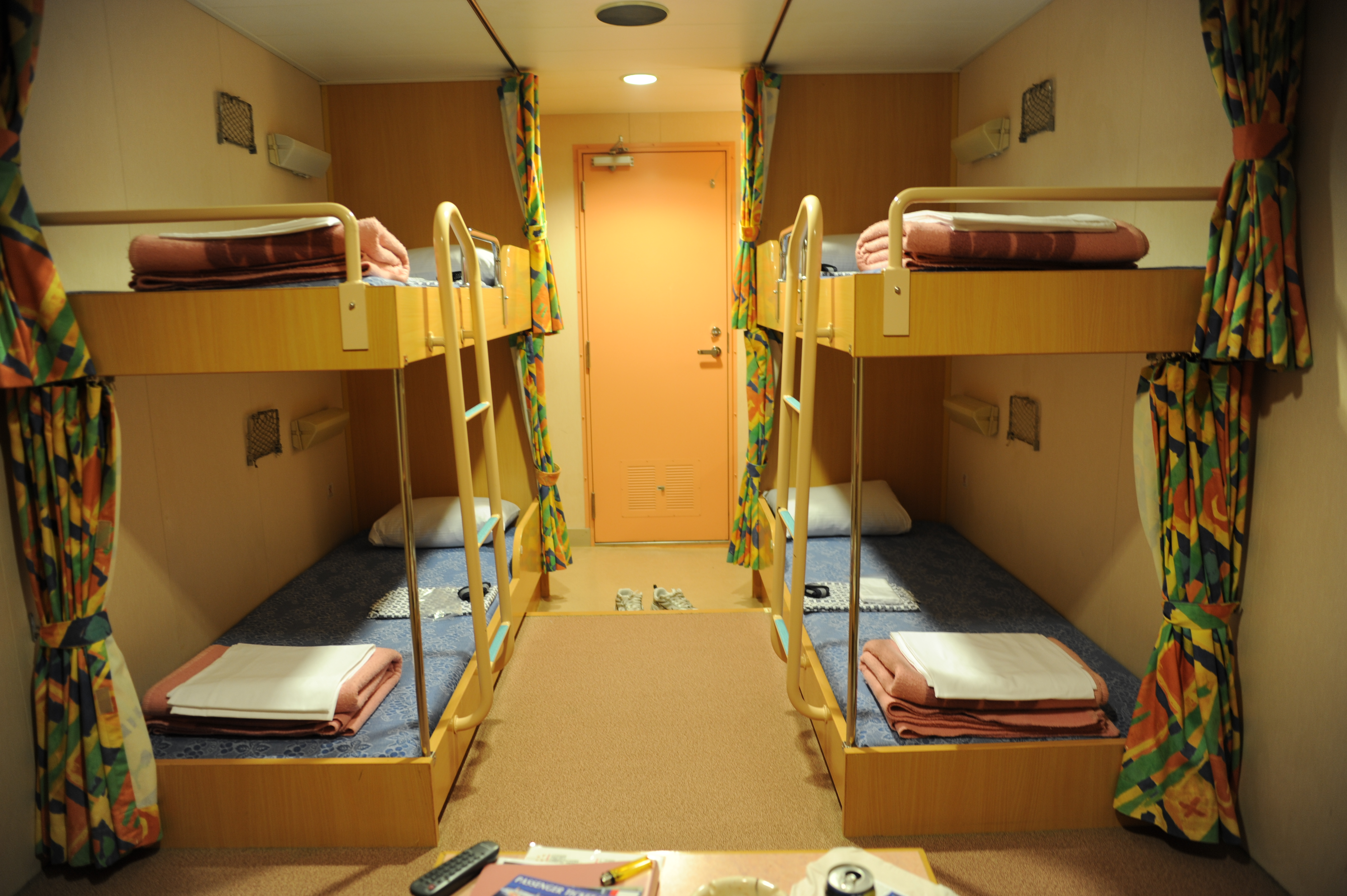
Cabine First à quatre couchettes
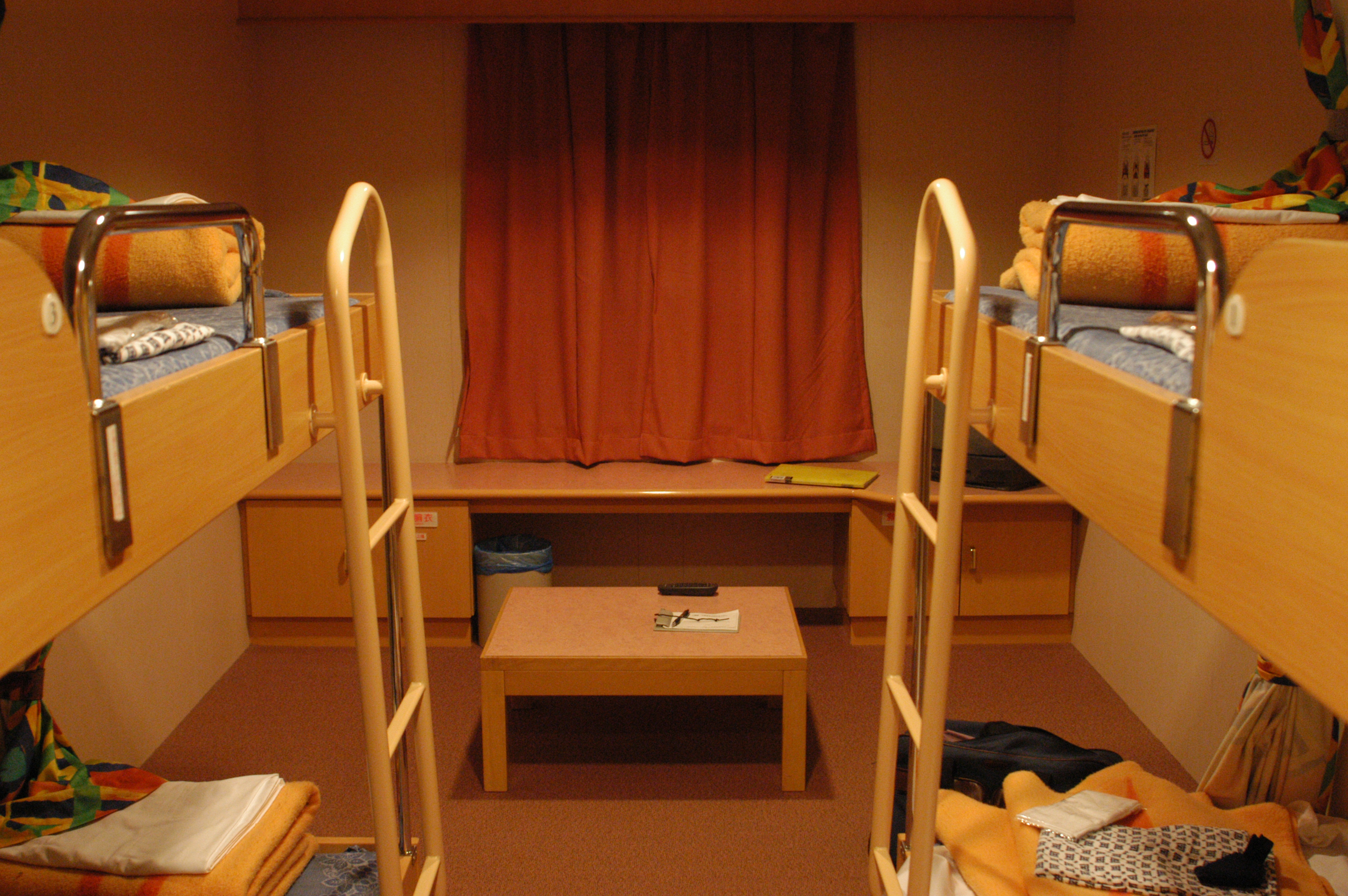

## Caractéristiques
Le Sunflower Cobalt mesure 153 mètres de long pour 25 mètres de large, son tonnage est de 9 245 UMS (le tonnage des car-ferries japonais étant défini sur des critères différents, il est en réalité plus élevé). Il peut embarquer 710 passagers et possède un spacieux garage pouvant embarquer 100 véhicules et 100 remorques. Le garage est accessible par l'arrière au moyen de deux portes rampes latérales situées de chaque côté ainsi que par une porte axiale avant. La propulsion du Sunflower Cobalt est assurée par deux moteurs diesel Pielstick-NKK 12PC2-6 développant une puissance de 19 858 kW entraînant deux hélices à pas variable faisant filer le bâtiment à une vitesse de 22,4 nœuds. Il est aussi doté d'un propulseur d'étrave, d'un propulseur arrière ainsi qu'un stabilisateur anti-roulis. Les dispositifs de sécurité sont essentiellement composés de radeaux de sauvetage mais aussi d'une embarcation semi-rigide de secours.

## Lignes desservies
Sous les couleurs de Kansai Kisen de 1998 à 2011, le Sunflower Cobalt était employé en traversée de nuit sur un itinéraire reliant le Kansai aux îles de Shikoku et de Kyūshū entre Kobe ou Ōsaka, Matsuyama et Beppu.
De 2011 à 2023, pour le compte de Ferry Sunflower, il desservait de manière quotidienne le port de Beppu depuis Ōsaka en voyage de nuit.